# Війна за незалежність Техасу
Війна́ за незале́жність Теха́су (англ. Texas War of Independence) або Техаська революція 1835—1836 (англ. Texas Revolution) — військовий конфлікт у період з 2 жовтня 1835 р. по 21 квітня 1836 року між Мексиканськими Сполученими Штатами і Техасом (який до 1836 року був частиною мексиканського штату Коауїла-і-Техас), підсумком якого стало перетворення Техасу в незалежну республіку (Мексикою не визнаною). Техаська війна за незалежність була викликана проблемами у відносинах між урядом Мексики та англомовними поселенцями в Техасі. Конфлікт розпочався з прийняттям у 1835 році нової Конституції Мексики, яка передбачала більшу централізацію держави та скасування рабства. Своїм указом президент Мексики Антоніо Лопес де Санта-Анна скасував дію колишньої конституції 1824 року, що викликало заворушення в декількох регіонах країни. Військові дії розпочалася в Техасі 1 жовтня 1835, під час Гонсальської битви; хоча техаські повстанці спочатку швидко оволоділи найбільшими містами Байя та Сан-Антоніо де Бехар (сучасне місто Сан-Антоніо), однак пізніше зазнали поразки в цих самих місцях. Війна закінчилася поразкою мексиканської армії в битві при Сан-Хасінто, коли війська генерала Семюела Х'юстона розгромили мексиканський корпус на чолі з президентом Санта-Анною, який потрапив у полон незабаром після битви. Внаслідок війни була проголошена незалежність Техасу, який згодом був анексований до складу США.

## Передісторія конфлікту

### У складі Мексики
Після війни за незалежність на місці іспанської колонії Нова Іспанія в Північній Америці була проголошена Мексиканська республіка. 4 жовтня 1824 року Мексика прийняла нову конституцію, якою країна була проголошена федеративною республікою, до складу котрої входили дев'ятнадцять штатів та чотири території. Колишня іспанська провінція Техас стала частиною новоствореної держави, штатом Мексики зі столицею в м. Салтійо. У певний період своєї історії, з огляду на невелику кількість населення регіону, уряд Мексики заохочував імміграцію поселенців, які мали створити свої власні війська для захисту штату та поселень від ворожо налаштованих місцевих індіанських племен. Імміграційна політика мексиканського уряду відзначалася своєю ліберальністю, що дозволило англомовним поселенцям заснувати перші поселення вже в 1822 році під проводом адвоката Стівена Остіна, якому було доручено виділяти земельні ділянки. Таким чином, більшість поселенців, які заселяли величезні території Техасу, були англомовними прибульцями зі Сполучених Штатів.
Ще у 1827 р. президент США Джон Квінсі Адамс звертався до Мексики з пропозицією продати Техас США за один мільйон доларів, але йому було відмовлено. Два роки по тому новий президент Ендрю Джексон знову звернувся з пропозицією придбати в Мексики штат Техас уже за 5 мільйонів доларів, але, як і раніше, не отримав згоди. Шляхом масової імміграції англомовні поселенці дуже скоро опинилися в більшості на території цього мексиканського штату. Занепокоєний такою ситуацією президент Мексики Анастасіо Бустаманте 6 квітня 1830 року ввів нові обмеження на подальшу імміграцію зі США, також було скасовано закон, який передбачав звільнення переселенців від податків на майно протягом 10 десяти років, та були підвищені митні тарифи на імпорт товарі зі Сполучених Штатів. Бустаманте також вимагав від техаських поселенців заборони рабства, яке було скасоване в Мексиці. Попри це заходи уряду та президента Мексики не мали бажаного ефекту. Американські поселенці дуже часто просто порушували, або відверто ігнорувати нові мексиканські закони. Таким чином, до 1834 року в Техасі вже мешкало понад 30 000 англомовних поселенців на противагу 7 800 мексиканським громадянам штату. Також усупереч мексиканським законам у 1836 році тут нараховувалося близько 5000 рабів.

### Загострення стосунків між центральним урядом та поселенцями
Відносини між техасцями й центральним мексиканським урядом почали швидко псуватися. Багато з поселенців були невдоволені тим, що нова столиця штату була визначена в південній частині теперішнього мексиканського штату Коауїла, приблизно 800 км від Техасу. Більшість поселенців, у той період ще не бажали незалежності від Мексики, але хотіли щоб Техас був виділений у окремий штат і мав свою столицю. Безпосереднє розташування столиці штату у Техасі на їхню думку мало зменшити корупцію і сприяти вирішенню низки інших питань у компетенції уряду. Багато поселенців та нових громадян Мексики вже звикли до певних свобод, які вони мали у США, і не мали у Мексиці, зокрема свободу віросповідання, оскільки від англомовних протестантів-колоністів вимагали перейти у католицизм та сплачувати десятину римо-католицькій церкві.
Бавовна користувалася значним попитом у всій Європі і багато поселенців заснували великі плантації з використанням рабської сили задля отримання великих прибутків від експорту цієї сировини. Тим часом уряд Мексики вимагав від поселенців виробляти кукурудзу, зернові культури і бажав контролювати, що вироблялося на його території. Ці непорозуміння між центральним урядом і окремим штатом загострилися під час збройних сутичок у Мексиці між прихильниками федералізму та тими, хто бажав більшої централізації влади в країні. З прийняттям нового закону, який передбачав більшу централізацію, техаські поселенці (Texians) у квітні 1833 року скликали конвенцію для обговорення пропонованих змін до імміграційних, судових та інших законів, які безпосередньо впливали на життя у Техасі. Делегати з'їзду також виступали за відокремлення Техасу в окремий штат Мексики і доручили Стівену Остіну представити пропоновані зміни до конституції у столиці країни — Мехіко. Новий президент Мексики Антоніо Лопес де Санта-Анна підтримав багато з пропозицій, але відмовив у відокремленні Техасу. Коли ж Остін виступив з окремим закликом на одностороннє відокремлення, він опинився за наказом центральної влади у в'язниці.
Тим часом у 1830-их роках кількість американських переселенців до Техасу почала швидко збільшуватися. Санта-Анна вважав, що наплив нелегальних іммігрантів в цей мексиканський штат був частиною стратегії США з наміром захопити цей регіон. У 1834 р. Санта-Анна своїм указом розпустив законодавчі збори штатів, наказав роззброїти місцеві військові з'єднання, а також скасував Конституцію 1824 року. За його наказом також були ув'язнені деякі власники бавовняних плантацій, які відмовилися вирощувати встановлені урядом культури. Ці дії уряду викликали обурення по всій Мексиці і особливо у Техасі.

## Початок військових дій
Напруження у відносинах між центральним урядом і техаськими поселенцями було викликане у першу чергу заходами по централізації запровадженими урядом Санта-Анни. У відповідь на скасування конституції, яка передбачала федеративний устрій держави, техаські колоністи почали засновувати свої власні органи місцевого самоврядування. Однак збройне протистояння, стало наслідком повстання у поселенні Анауак, де був захоплений мексиканський військовий гарнізон. У відповідь на це повстання Санта-Анна надіслав додаткові війська у Техас. Мексиканські війська почали роззброювати місцеві військові з'єднання, однак коли була зроблена спроба відібрати гармати у м. Гонсалес техасці відмовилися і почали чинити опір. До повсталих почали приєднуватися інші повстанці і 2 жовтня 1835 р. в Гонсальській битві мексиканські війська вперше зазнали поразки.
Отримавши звістку про поразку мексиканської армії генерал Перфекто де Кос поспішив до Техасу. Тим часом 6 жовтня техасці рушили до іншої мексиканської фортеці Пресідіо ла Байя у м. Голідад. Тут 10 жовтня почався штурм і після 30-хвилинної битви мексиканська залога здалася. Солдати, які втекли із фортеці, попередили інші мексиканські сили про наступ повстанців. Велика кількість військових у мексиканських гарнізонах залишили свої місця дислокації та почали збиратися біля форту Лапінтілан в околиці Сан-Патрісіо. Усвідомлюючи небезпеку від концентрації мексиканських військ у форті техасці вирішили захопити його також і 3 листопада до Лапінтілану прибув загін техаських повстанців, який захопив деморалізований гарнізон фортеці без жодного пострілу. Наступного дня, коли техасці вже майже зруйнували захоплений форт, раптом з'явилася частина гарнізону, яка була відсутня раніше, і зав'язався бій. Лапінтіланська битва тривала лише півгодини, у результаті якої мексиканці були вимушені відступити і залишили більшість території Техасу у руках повстанців.

## Облога Бехару
Єдиним місцем у Техасі, яке залишалося під контролем мексиканського уряду було місто Бехар на узбережжі Мексиканської затоки. Сюди також підтягнулися війська мексиканського генерала Перфекто де Коса, отже повстанці також вирішили захопити це важливе місто. Вже 13 жовтня Остін став на чолі армії, яка обложила Бехар. В кінці жовтня війська повстанців були все ще розділені і цим скористався генерал Де Коса, який 27 жовтня направив підрозділ атакувати сили повстанців біля міста Консепсьйон. Ця операція закінчилася для мексиканців невдачею, оскільки техасцям вдалося відбитися від мексиканських військ та завдати значних втрат ворогові. Тактичне значення цієї перемоги було невелике, але успіх техасців підвищив їхній моральний дух і готовність до бою. Довга війна повстанців однак була виснажливою і на підмогу до техасців прибули найманці із США, які відрізнялися кращою дисципліною та підготовкою. Американський військовий Едвард Берлесон змінив Остіна на чолі армії і продовжив облогу Бехару та армії Де Коса.
Виснажлива облога вимусила генерала Де Коса відступити з міста і дати бій біля містечка Аламо, однак війська мексиканців швидко опинилися в оточенні. 11 грудня генерал Де Коса та війська мексиканської армії здалися повстанцям та залишили територію Техасу. Маючи територію цілої провінції під своїм контролем техасці створили тимчасовий уряд, який мав протистояти централістським намірам мексиканської влади. Також почалося створення регулярної армії, на чолі якої став генерал Сем Х'юстон. У результаті нових виборів Едвард Берлесон також змінив Остіна на чолі уряду.

## Наступ Санта-Анни
Санта-Анна вже певний час мав намір придушити повстання поселенців і сам очолив армію, яка вирушила до Техасу. За його ініціативи Конгрес Мексики розповсюдив звернення, в якому повстанці були проголошені іноземними піратами і попереджав про наслідки збройного опору армії мексиканської держави. Таким чином, проголошення повстанців піратами давало армії Санта-Анни дозвіл не брати полонених і страчувати усіх запідозрених в нелояльності. Лист такого ж змісту був надісланий і президенту США Ендрю Джексону, у якому США застерігалися від участі у конфлікті.
Усупереч застереженням від інших генералів наступати на Техас біля узбережжя для полегшення постачання провіанту та підкріплень, Санта-Анна вирішив атакувати Бехар — місце поразки генерала Де Коса, оскільки захоплення цього міста мало не тільки стратегічне, але й психологічне значення. Просування мексиканської армії було доволі повільним: бракувало провіанту, у Техасі випав незвичний для мексиканців сніг та й сам Санта-Анна несподівано захворів. Попри це мексиканський генерал Хосе Урреа продовжував наступ удовж узбережжя і мав декілька успішних сутичок з техаською армією, унаслідок яких 20 березня 1836 р. біля м. Голідад техаська армія на чолі з генералом Джеймсом Фанніном зазнала поразки й здалася. За попереднім наказом Санта-Анни всі 342 полонених були страчені, що викликало ненависть до мексиканців скрізь у Техасі і ще більше укріпило їхнє прагнення до незалежності.
Тим часом мексиканська армія підійшла під Сан-Антоніо й у лютому 1836 р. захопила Бехар та взяла в облогу містечко Аламо. Ранком 6 березня 1836 р. мексиканська армія почала атаку на форт і швидко його захопила. У результаті битви всі захисники форту загинули, завдавши великих втрат мексиканській армії. Завдяки героїзму оборонців битва за Аламо стала символом боротьби за незалежність Техасу.